# Џ
Џ, џ — буква расширенной кириллицы, входит в алфавиты сербского, македонского и абхазского языков. В сербском алфавите 29-я, в македонском — 30-я, в абхазском — 61-я. Означает аффрикату [ʤ] (в абхазском ɖʐ или dʐ).
Происходит из румынской кириллической письменности, где использовалась с XV века и обозначала аффрикату [ʤ].
В сербской письменности встречается (большей частью в заимствованиях из турецкого или через турецкий) с тем же значением с XVII века, но нерегулярно: по крайней мере Вук Стефанович (не назвавшийся ещё тогда Караджичем, серб. Караџић) в первый вариант реформированного сербского алфавита букву Џ не включил (см. стр. 9 его грамматики 1814 года), использовав диграф чж: Боїачжиа, Карапанчжић (но о существовании такой буквы он знал, упомянув её на стр. 2). Появившаяся в более позднем варианте его алфавита прописная буква Џ была целиком в строке (см. стр. 9 букваря 1827 года), но этот вариант начертания не прижился.
Буквы в сербском алфавите не имеют названий. Когда требуется произношение по буквам, букву называют «джэ» (в отличие от «джье», что соответствует букве Ђ). Существует вариант названия «джервь», созданный по аналогии с традиционными наименованиями «червь» для буквы Ч и «дервь» (иногда «гервь») для буквы Ћ.
В македонский алфавит буква была введена 4 декабря 1944 года по результату голосования членов «филологической комиссии по установлению македонской азбуки и македонского литературного языка» (10 голосов «за», 1 «против»); альтернативным предложением было использование диграфа дж по болгарскому образцу.
Букву пытались ввести в украинскую письменность: она использовалась в напечатанном в 1837 году поэтическом сборнике «Русалка днѣстровая», но соответствующая орфографическая система не прижилась.
Всеволод Миллер использовал букву в осетинском языке («Осетинские этюды»).
В церковнославянских шрифтах (как старопечатных, так и нового времени) начертание Џ иногда применяется для буквы Ц.

## Таблица кодов
| Кодировка    | Регистр   | Десятич- ный код | 16-рич- ный код | Восьмерич- ный код | Двоичный код      |
| ------------ | --------- | ---------------- | --------------- | ------------------ | ----------------- |
| Юникод       | Прописная | 1039             | 040F            | 002017             | 00000100 00001111 |
| Юникод       | Строчная  | 1119             | 045F            | 002137             | 00000100 01011111 |
| ISO 8859-5   | Прописная | 175              | AF              | 257                | 10101111          |
| ISO 8859-5   | Строчная  | 255              | FF              | 377                | 11111111          |
| KOI8-E       | Прописная | 143              | 8F              | 217                | 10001111          |
| KOI8-E       | Строчная  | 159              | 9F              | 237                | 10011111          |
| Windows-1251 | Прописная | 143              | 8F              | 217                | 10001111          |
| Windows-1251 | Строчная  | 159              | 9F              | 237                | 10011111          |

В HTML прописную букву можно записать как &#1039; или &#x40F;, а строчную — как &#1119; или &#x45F;.